# Họ Cá chai
Họ Cá chai (Danh pháp khoa học: Platycephalidae) là một họ cá biển theo truyền thống xếp trong bộ Cá mù làn (Scorpaeniformes), nhưng các kết quả phân tích phát sinh chủng loài của Betancur và ctv đã xếp họ này sang bộ Cá vược (Perciformes) nghĩa mới. Phần lớn các loài có nguồn gốc bản địa của các vùng nước duyên hải từ Ấn Độ Dương qua Thái Bình Dương. Một số loài được đánh bắt tại đông Địa Trung Hải, có lẽ do di cư từ Biển Đỏ qua kênh đào Suez. Một loài (Solitas gruveli) sinh sống ở đông Đại Tây Dương.
Platycephalus fuscus là thành viên to lớn nhất của họ Platycephalidae đã được đánh bắt bởi những tay câu từ trước tới nay. Đa số các loài cá chai thông thường có thể phân biệt và nhận dạng bằng cách xem xét màu sắc và các dấu hiệu khác ở đuôi và vây đuôi. Platycephalus fuscus cũng được gọi là cá chai dusky, cá chai cửa sông hay cá chai bùn. Có hơn 40 loài cá chai được phát hiện ở Úc. Đây là các loài có giá trị kinh tế.

## Các chi
Họ này gồm 80 loài, phân chia trong 18 chi như sau:
- Ambiserrula
- Cociella
- Cymbacephalus
- Elates
- Grammoplites
- Inegocia
- Kumococius
- Leviprora
- Onigocia
- Papilloculiceps
- Platycephalus
- Ratabulus
- Rogadius
- Solitas
- Sorsogona
- Suggrundus
- Sunagocia
- Thysanophrys

## Đặc điểm
Cá chai thuộc loại cá ít vận động, chúng vùi một phần trong đáy cát hoặc bùn và chờ đợi con mồi lọt vào mục tiêu gần, mặc dù thỉnh thoảng chúng cũng ăn dưới đáy. Tuy nhiên, nghiên cứu gần đây chỉ ra rằng một phần quần thể của một số loài cá chai thực hiện những cuộc di chuyển xa hoặc di cư sinh sản.
Thức ăn của chúng gồm cá nhỏ, cua, tôm và giáp xác nhỏ khác, bạch tuộc, mực ống, giun biển. Cá chai có thể sống tối đa 9 năm, kích thước tối đa từ 46 đến 120 cm tính theo chiều dài đuôi. Trọng lượng từ 3– 15 kg. Sống ở độ sâu 10–300 m (33–984 ft).

## Giá trị
Cá chai cũng là cá thể thao nổi tiếng. Cá chai có thể được câu nhiều cách. Nhiều cá chai được câu bằng câu đáy hay dùng mồi nhử với cá nhỏ, sống hay chết, gồm cá đối, cá trích, cá mòi, cá cơm lớn hay những miếng thịt cá đối, cá ngừ, cá cam, tôm, giáp xác … Khi dùng mồi chết, cách hiệu quả là kéo mồi chầm chậm dưới đáy, hoặc lợi dụng thủy triều hoặc dòng nước để giữ tàu và cần chuyển động. Cá chai cũng được câu bằng các loại mồi giả. Nên theo dõi dây câu vì chúng có miệng miệng mạnh và sắc. Mồi nhỏ và sống là tốt nhất. Câu cá ở mép cát và đặc biệt là bên các bờ kênh nhỏ ở các hồ nước mặn thường có cá lớn.
Đánh bắt cá chai thương mại là ngành cá quan trọng ở New South Wales, Úc, đa số đánh bắt vào cuối thu tới đầu xuân, và chủ yếu dùng lưới cản hay câu. Trên thế giới, cá chai có ở nhiều nơi, và hiện nay cũng được nuôi, chủ yếu là Nhật Bản. Ở Việt Nam, cá chai có ở vịnh Bắc Bộ, Miền Trung, Nam Bộ; kích cỡ thường từ 300 – 500 mm, khai thác quanh năm bằng lưới kéo đáy và chủ yếu ăn tươi. Một số cũng được làm khô xuất khẩu nhưng số lượng không lớn.